# Vârfuri
Vârfuri est une commune du județ de Dâmbovița en Roumanie.